# Chiesa di Santo Stefano (Vermiglio)
La chiesa di Santo Stefano è la parrocchiale nella frazione Fraviano di Vermiglio, in Trentino, che risale al XIII secolo.

## Storia
A Fraviano la chiesa viene citata una prima volta già all'inizio del XIII secolo ma è solo quattro secoli dopo che si hanno notizie di importanti lavori che la riguardano. Dai documenti risulta che l'edificio venne riedificato nel 1638 e che vi vennero apportate significative modifiche, come ornamenti in stucco nella cappella laterale sinistra.
Circa 150 anni più tardi venne rifatta la pavimentazione della sala (venne utilizzata pietra locale, della zona del Tonale) e più tardi si restaurarono anche le coperture, attuando un ampliamento con la creazione di arcate all'inizio della navata e l'edificazione della sacrestia nuova.
La creazione di un loggiato appoggiato alla facciata, con scala esterna, è del 1868.
Nel 1909 la chiesa ebbe la dignità di parrocchia
Tra il 1915 ed il 1918 venne notevolmente danneggiata, con incendio del tetto, lesioni gravi alla struttura dell'abside e perdita delle vetrate quindi nel primo dopoguerra fu oggetto di molti restauri che portarono all'apertura di un passaggio tra la primitiva sacrestia e il nuovo presbiterio ed a modifiche nella pavimentazione.
Dopo il secondo conflitto mondiale si proseguì con i lavori di ampliamento sino ad arrivare al periodo compreso tra il 1965 ed il 1968 quando venne demolito l'altare maggiore e furono eliminate le balaustre. Vennero spostati la custodia dell'eucaristia ed il fonte battesimale, fu eliminato il pulpito e venne murata una porta laterale.
La chiesa è stata sottoposta a un recente intervento di restauro all'inizio del XXI secolo ed è stata ornata di nuove opere artistiche come rilievi in bronzo sul portale ed affreschi nel timpano. In tale occasione è stato realizzato l'adeguamento liturgico.

## Descrizione
La chiesa ospita l'altare maggiore realizzato nel 1637 da Giovanni Battista Ramus capostipite dell'importante famiglia Ramus di intagliatori.

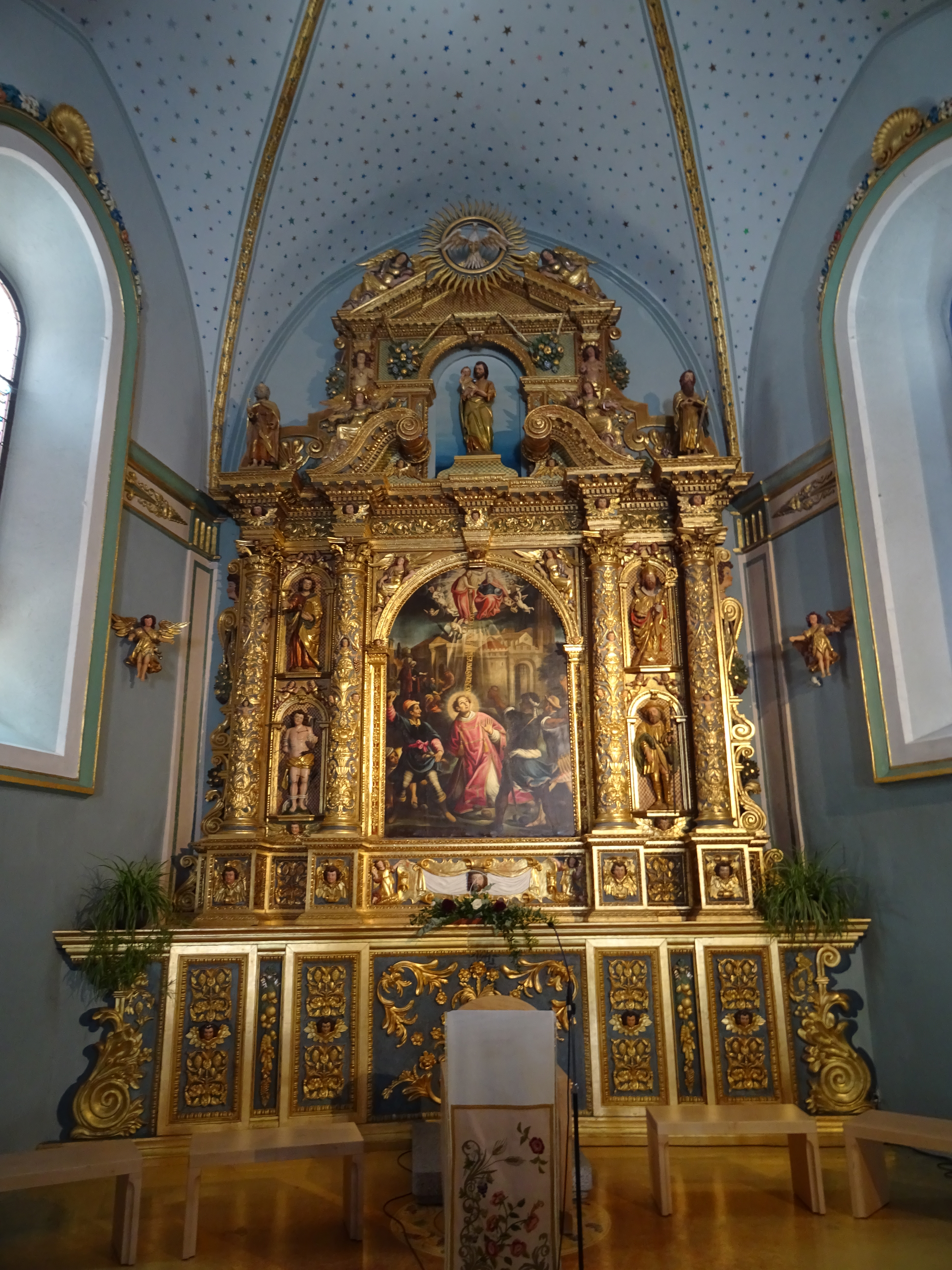
Fraviano, chiesa di Santo Stefano - Altare maggiore